# Idris subfuscus
Idris subfuscus är en stekelart som först beskrevs av William Harris Ashmead 1894.  Idris subfuscus ingår i släktet Idris och familjen Scelionidae. Inga underarter finns listade i Catalogue of Life.